# Cerme (Ngimbang)
Cerme is een bestuurslaag in het regentschap Lamongan van de provincie Oost-Java, Indonesië. Cerme telt 1456 inwoners (volkstelling 2010).